# Reserva Natural de Endla

Reserva Natural de Endla é uma unidade de conservação no centro da Estônia.
A reserva protege um sistema de agua doce contendo terras inundadas, pântanos, nascentes e riachos, além de diversidade de fauna e flora, desempenhando ainda importante papel na formação do rio Põltsamaa.
A vegetação dominante são arbustos de pinheiros e de plantas aquáticas. Várias espécies de orquídeas podem ser encontradas. Espécies raras ou ameaçadas de aves utilizam a região como área de acasalamento. Instalações para os visitantes incluem um centro de visitantes, torres para observação de pássaros e trilhas para caminhadas.

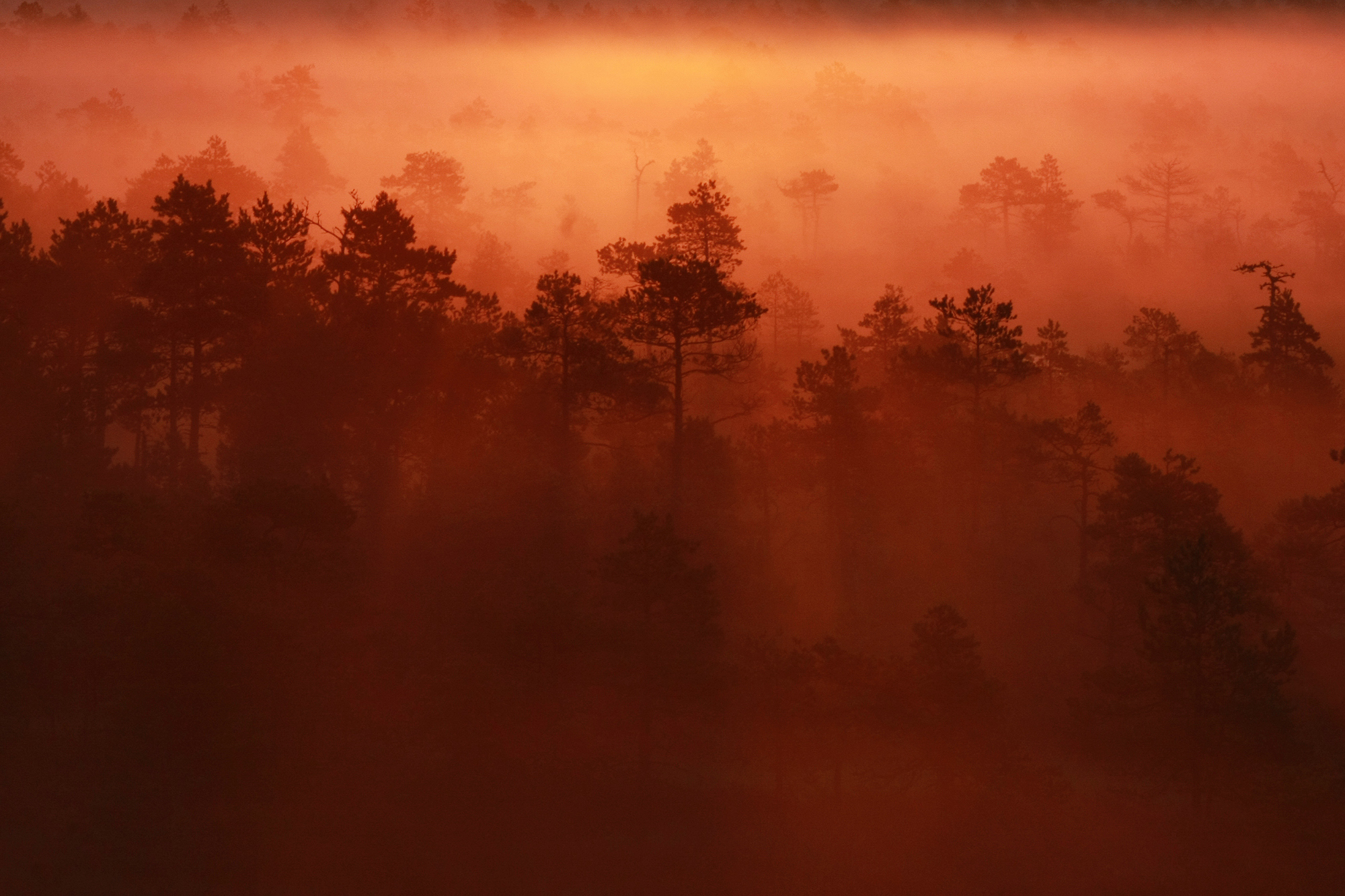
Männikjärve
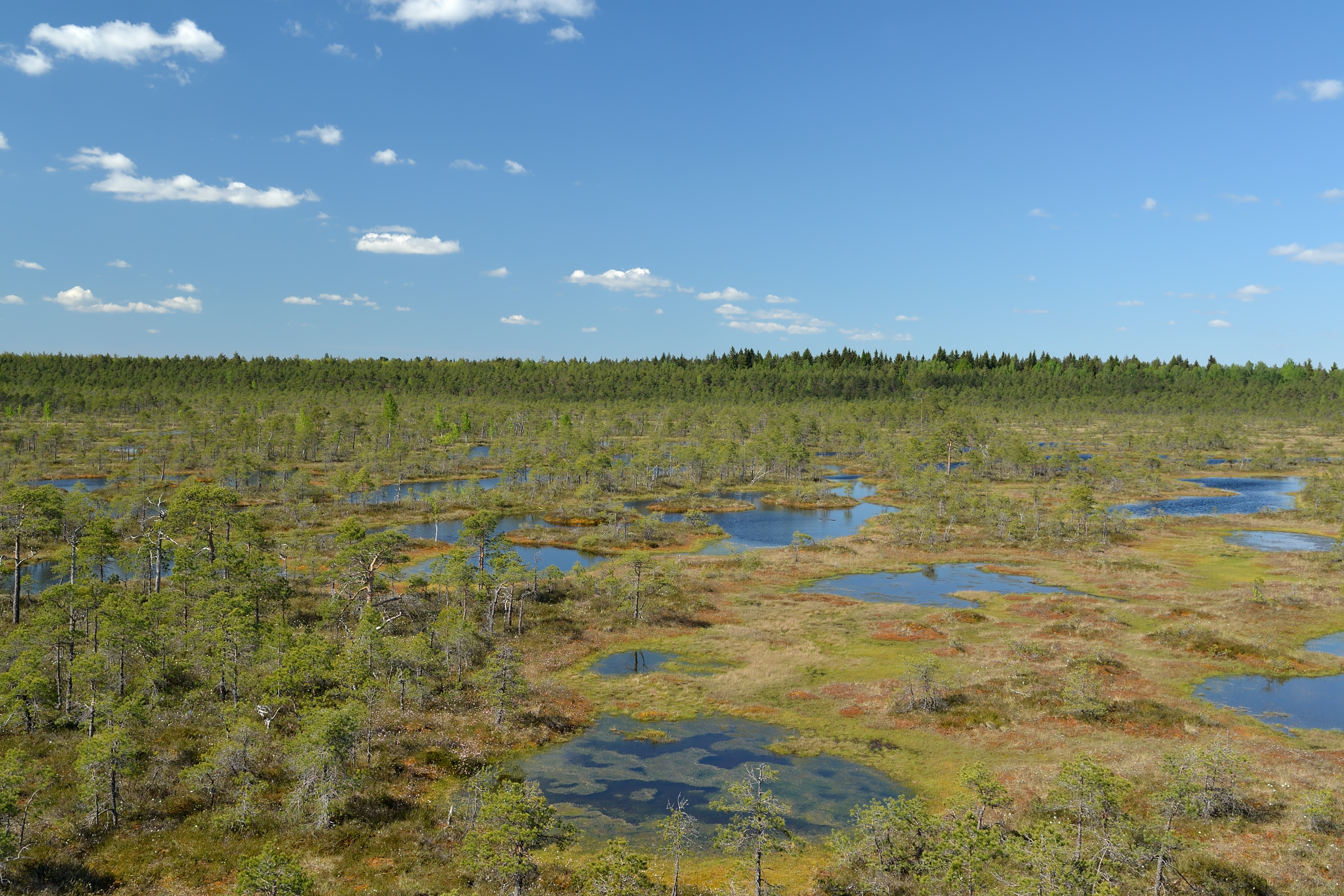
Männikjärve
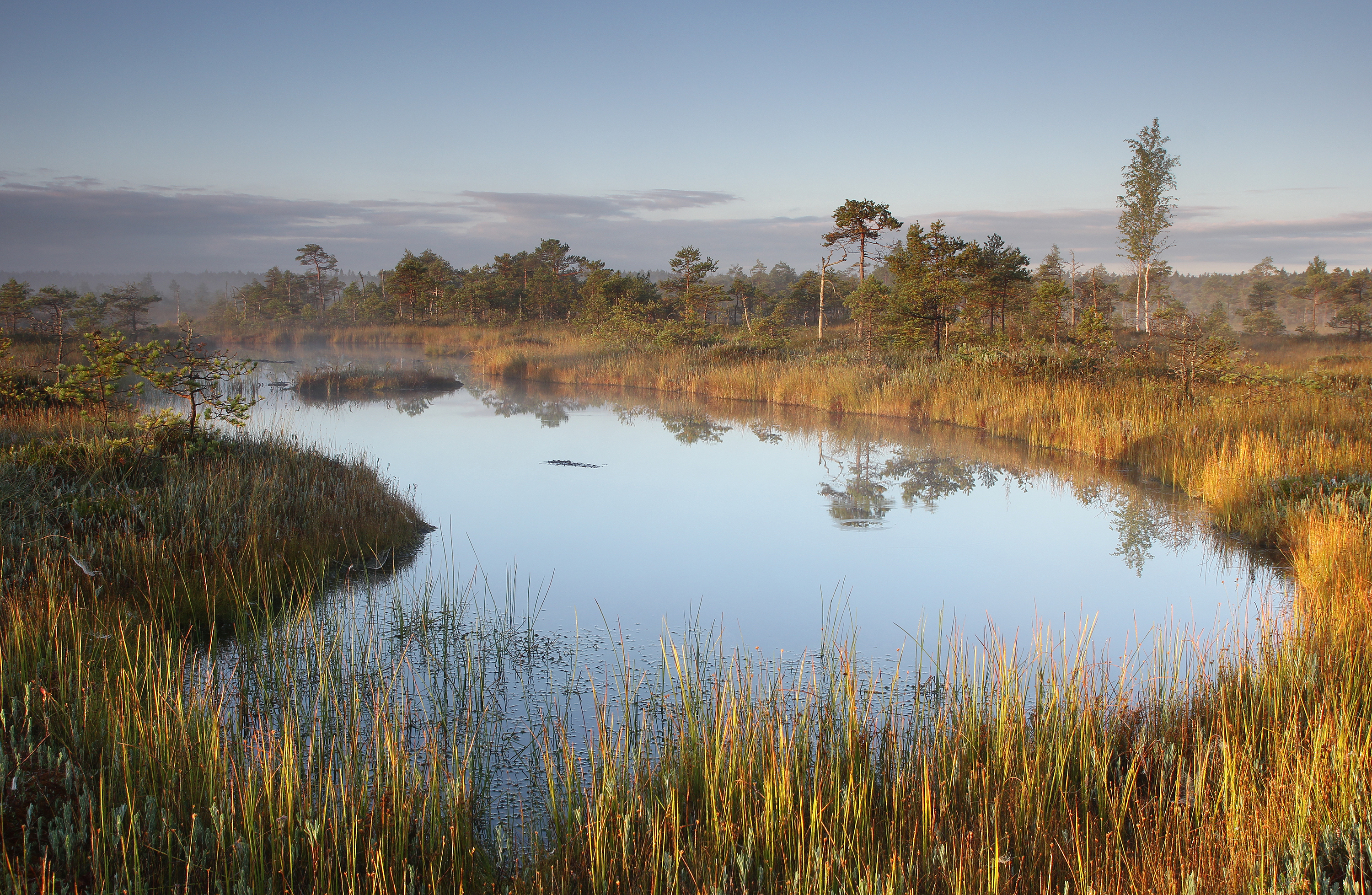
Amanhecer em  Endla
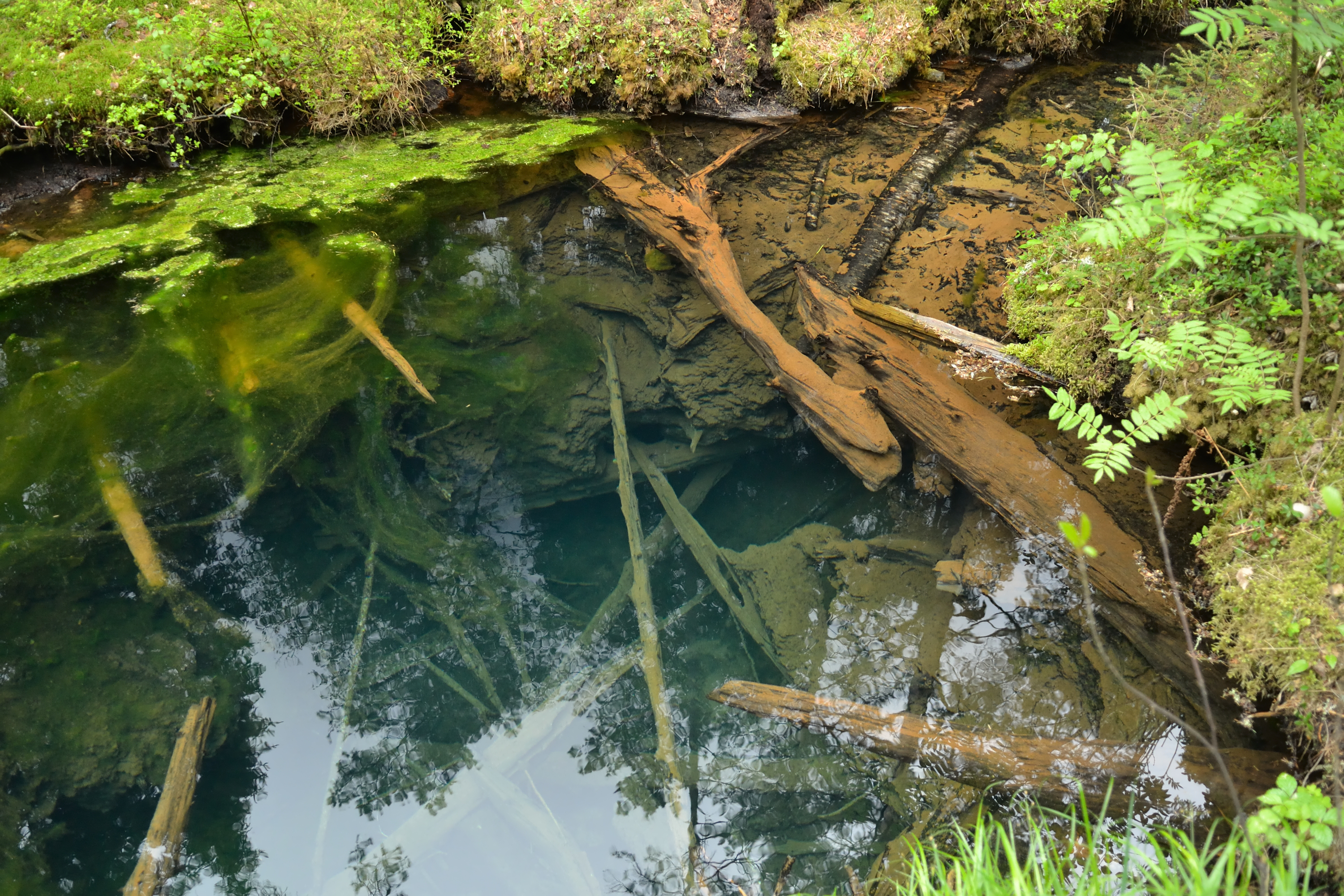

- Ne=Nascente